# شهرستان ترول
شهرستان ترول (به بلغاری: Tervel Municipality) یک شهرستان در بلغارستان است که در استان دوبریچ واقع شده‌است. شهرستان ترول ۵۷۹٫۷ کیلومتر مربع مساحت و ۱۷٬۴۵۸ نفر جمعیت دارد.